# Valentina Lisitsa
Valentina Evgenievna Lisitsa (tiếng Ukraina: Валенти́на Евге́ньевна Лиси́ця, dịch. Valentyna Evgenevna Lysytsya, IPA: [βɐlenˈtɪnɐ eu̯ˈɦɛnʲeu̯nɐ leˈsɪtsʲɐ]; sinh ngày 11 tháng 12 năm 1973)  là một nghệ sĩ dương cầm người Mỹ gốc Ukraina . Trước đây, cô sống tại Bắc Carolina trước khi chuyển đến Canada và sau đó là sang Pháp.
Lisitsa là một trong những nghệ sỹ piano được xem có lượng xem thường xuyên nhất trên YouTube - đặc biệt là các bản thu âm của cô cho tác phẩm của các nhà soạn nhạc piano vĩ đại, có thể kể đến như Franz Liszt, Frédéric Chopin và Sergei Rachmaninoff. Lisitsa phát triển sự nghiệp của mình một cách độc lập trên phương tiện truyền thông xã hội mà không cần ký hợp đồng với một công ty quảng cáo hoặc công ty thu âm nào.

## Cuộc đời và sự nghiệp
Lisitsa sinh ra ở Kiev, Ukraine, năm 1973. Cô bắt đầu chơi piano từ lúc ba tuổi, và biểu diễn độc tấu piano đầu tiên lúc bốn tuổi. Cô là người gốc Nga và Ba Lan.
Mặc dù cô đã sớm tiếp xúc âm nhạc, ước mơ của cô vào thời điểm đó là trở thành một kỳ thủ cờ vua chuyên nghiệp. Lisitsa theo học trường âm nhạc Lysenko và sau đó là Nhạc viện Kiev, nơi cô và chồng tương lai của cô, Alexei Kuznetsoff, theo học giáo sư Ludmilla Tsvierko. Chỉ đến khi Lisitsa gặp Kuznetsoff thì cô mới bắt đầu xem âm nhạc nghiêm túc hơn. Năm 1991, họ đã giành giải nhất trong cuộc thi piano Two The Murray Dranoff ở Miami, Florida. Cùng năm đó, họ chuyển đến Hoa Kỳ để tiếp tục sự nghiệp của họ với tư cách nghệ sĩ piano concert. Năm 1992, cặp vợ chồng kết hôn. Buổi ra mắt của họ tại New York là tại Ngày hội Mostly Mozart tại Lincoln Center vào năm 1995.
Lisitsa đăng video YouTube đầu tiên của cô vào năm 2007. Bộ luyện khúc của Chopin của cô đã đạt được vị trí số một trên các bản thu video cổ điển của Amazon và trở thành bộ khúc luyện Chopin được xem online nhiều nhất trên YouTube.
Ngoài sự nghiệp của mình, Lisitsa và chồng cô sử dụng tiền tiết kiệm của họ vào việc thu âm một đĩa CD cho các concerto của Rachmaninoff với Dàn nhạc Giao hưởng London vào năm 2010. Vào mùa xuân năm 2012, trước khi ra mắt tại Royal Albert Hall, Lisitsa đã ký hợp đồng với hãng thu âm Decca Records, hãng sau này đã phát hành đĩa CD Rachmaninoff của cô. Đến giữa năm 2012, cô đã có gần 50 triệu lượt xem trên các video YouTube của mình.
Lisitsa đã biểu diễn ở nhiều phòng hòa nhạc, nhà hát khác nhau trên khắp thế giới, bao gồm Carnegie Hall, David Geffen Hall, Benaroya Hall, Musikverein và Royal Albert Hall. Cô cũng nổi tiếng với những buổi biểu diễn trực tuyến và những stream luyện tập. Cô cũng đã hợp tác với nghệ sĩ vĩ cầm Hilary Hahn trong nhiều buổi biểu diễn khác nhau.

## Tranh cãi
Lisitsa đã nhận được những lời chỉ trích cho sự phản đối của cô đối với chính phủ Ukraine và ủng hộ phe ly khai kể từ khi tình trạng bất ổn của Nga năm 2014 tại Ukraine và những cuộc xung đột vũ trang tiếp theo. Vào tháng 4 năm 2015, Dàn nhạc Giao hưởng Toronto đã hủy các buổi hòa nhạc với Lisitsa, trích dẫn  những lời nhận xét trực tuyến "khiêu khích" của cô trên tài khoản Twitter của mình; ban nhạc ban đầu đã không chỉ rõ tweet hoặc bình luận nào mà dàn nhạc cho rằng vượt quá giới hạn. Sau đó, vào ngày 8 tháng 4 năm 2015, Giám đốc điều hành của Dàn nhạc Giao hưởng Toronto, Jeff Melanson đã cung cấp một tài liệu PDF gồm bảy trang liệt kê những tweet "xúc phạm" nhất của cô. Melanson tuyên bố rằng tài liệu này sẽ giúp "mọi người hiểu tại sao chúng tôi đưa ra quyết định này, và hiểu rõ đây không phải là vấn đề tự do ngôn luận, mà là một vấn đề của một người với biểu hiện cố chấp và xúc phạm thông qua Twitter."
Đáp lại, tờ Toronto Star chỉ trích quyết định của dàn nhạc trong một bài báo, lưu ý rằng, "Lisitsa không được mời tới Toronto để thảo luận về quan điểm chính trị khiêu khích của cô. Cô ấy đến đó để biểu diễn piano. Và thứ hai, cấm một nhạc sĩ biểu diễn "vì bày tỏ quan điểm mà một số người cho là xúc phạm" cho không có hiểu biết gì về khái niệm tự do ngôn luận."  Lisitsa nói rằng dàn nhạc đã đe dọa cô nếu cô nói về việc hủy buổi diễn.
Theo Paul Grod, chủ tịch Quốc hội Ukraine-Canada: "Bà Lisitsa đã tham gia vào một chiến dịch dài trên truyền thông-xã hội làm hạ thấp, xúc phạm và giảm giá trị của người dân Ukraine khi họ phải đối mặt với sự xâm lược quân sự trực tiếp từ Liên bang Nga". Grod nói thêm rằng "Đáng lo ngại nhất là cáo buộc giả của Lisitsa rằng chính phủ Ukraine là" Đức quốc xã ", và nói rằng Chính phủ Ukraine đang thiết lập "trại tập trung"." Tuần báo tiếng Ukraina có trụ sở tại New Jersey đã mô tả các bài đăng của cô ấy là "bài phát biểu thù địch, chống Ukraine."  Để đáp lại, cô nhận xét rằng "châm biếm và cường điệu [là] những công cụ văn học tốt nhất để chống lại những lời dối trá".